# دياني أبوت
ديان جولي أبوت (بالإنجليزية: Diane Abbott )‏ (ولدت في 27 سبتمبر 1953) سياسية بريطانية، عملت وزيرة داخلية ظل في حكومة الظل في عهد جيرمي كوربين من 2016 حتى 2020، وعضو في البرلمان ممثلة عن دائرة هاكني الشمالية وستوك نيوينغتون الانتخابية منذ عام 1987. بصفتها عضوًا في حزب العمل، شغلت مناصب مختلفة في حكومات الظل المتتالية. تعد أول امرأة سوداء في البلاد تصبح نائبة في البرلمان، كما أنها أكثر النواب السود خدمة في مجلس العموم.
ولد أبوت في مدينة بادينغتون لأسرة بريطانية جامايكية، ودرست التاريخ في كلية نيونهام في كامبريدج. عملت في الخدمة المدنية ومراسلة في قناة التايمز وقناة آم قبل أن تصبح مسؤولة صحفية في مجلس لندن الكبير. بعد انضمامها إلى حزب العمل، انتخبت في مجلس مدينة وستمنستر عام 1982 ثم نائبة عام 1987، ويعاد انتخابها في كل انتخابات عامة منذ ذلك الحين. تعرضت للتمييز الجنسي والعنصرية لكونها شخصية عامة، إذ تلقت بشكل فردي تقريبًا نصف التغريدات المسيئة الموجهة إلى النائبات خلال الحملة الانتخابية لعام 2017.
انتقدت مشروع حزب العمل الجديد لتوني بلير الذي دفع بالحزب إلى الوسط خلال التسعينيات، وفي مجلس العموم، صوتت أبوت ضد العديد من سياسات بلير، بما فيها: إطلاق حرب العراق، واقتراح تقديم بطاقات الهوية. ترشحت لقيادة حزب العمل على أساس برنامج يساري في عام 2010، وخسرت أمام إد ميليباند، الذي عينها وزيرة ظل للصحة العامة.
دعمت أبوت محاولة جيرمي كوربين لترأس حزب العمال عام 2015. وبعد نجاحه، أصبحت وزيرة ظل للتنمية الدولية، ثم وزيرة ظل للصحة، وفي النهاية وزيرة ظل للداخلية. بصفتها حليفة رئيسية لكوربين، دعمت أبوت توجهاته اليسارية في الحزب. حاولت دون جدوى أن تكون مرشحة حزب العمال لانتخابات بلدية لندن عام 2016، ودعمت حملة بريطانيا أقوى في أوروبا غير الناجحة، التي هدفت للاحتفاظ بعضوية المملكة المتحدة في الاتحاد الأوروبي.

## بداية حياتها ومسيرتها
ولد أبوت لأبوين جامايكيين في بادنغتون، لندن، عام 1953. عمل والدها في اللحام، في حين عملت والدتها ممرضة. صرحت في مقابلات صحفية إن والديها غادروا المدرسة في سن الرابعة عشرة. التحقت بمدرسة مقاطعة هارو للبنات (مدرسة ثانوية) ثم بكلية نيوهام في كامبريدج، حيث درست التاريخ، وتلقت تعليمها من المؤرخ سيمون شاما، وحصلت على الدرجة الثانية العليا..
بعد الجامعة، أصبحت أبوت متدربة إدارية (يعد ذلك طريقًا سريعًا للحصول على مناصب عليا في الخدمة المدنية) في وزارة الداخلية (1976 إلى 1978)، ثم مسؤولة العلاقات العرقية في المجلس الوطني للحريات المدنية (1978 إلى 1980). عملت باحثة ومراسلة في تلفزيون التايمز من عام 1980 حتى 1983، ثم باحثة في شركة آم تي في التلفزيونية من عام 1983 حتى 1985. عملت مسؤولة صحفية في مجلس لندن الكبير في عهد كين ليفينغستون من 1985 إلى 1986، ورئيسة العلاقات العامة والصحافة في مجلس لامبيث من 1986 إلى 1987.

## مسيرتها السياسية

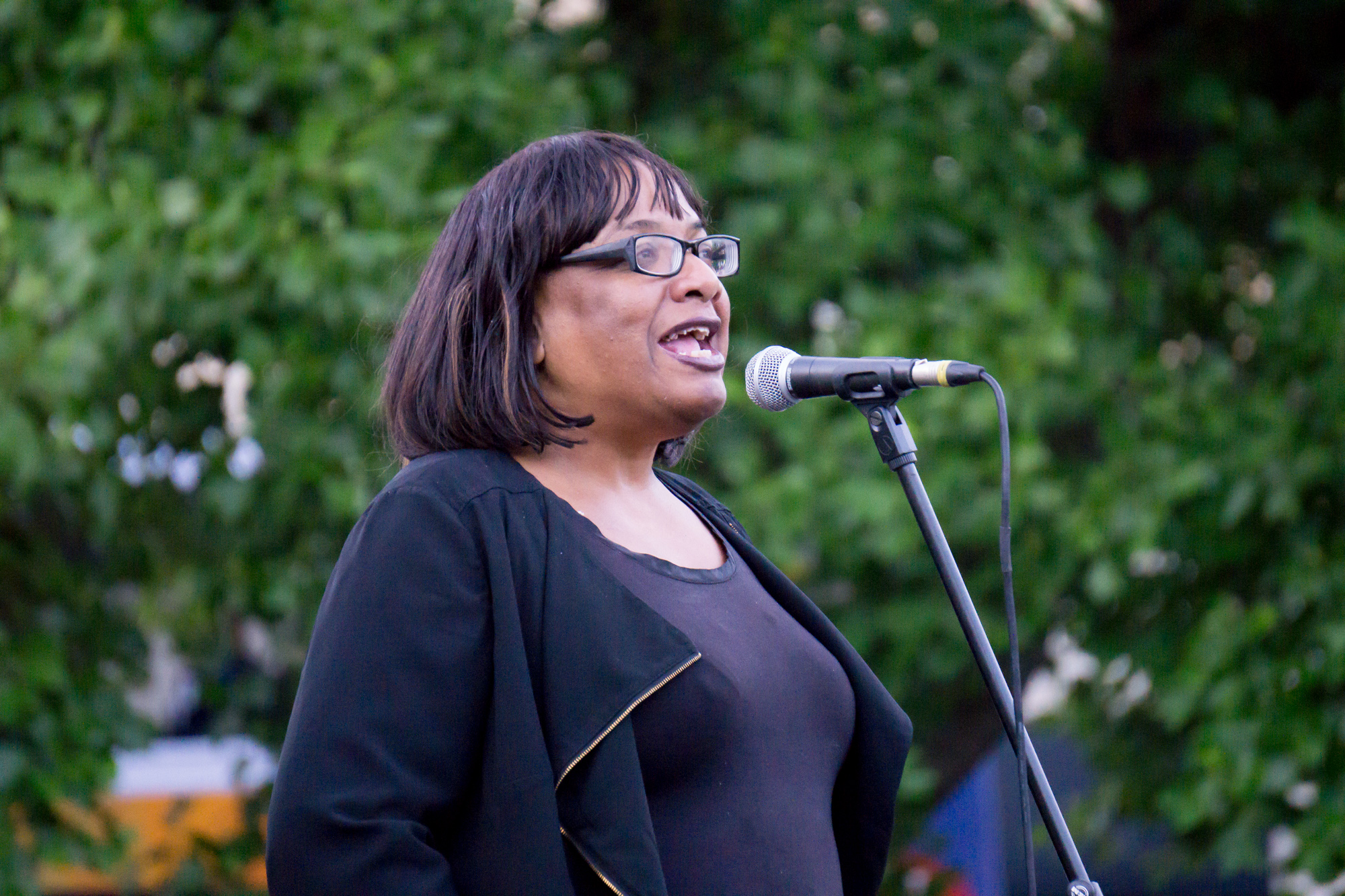
ديان أبوت تتحدث في تجمع قيادي لجيريمي كوربين في أغسطس/آب 2016.

بدأت مسيرة أبوت السياسية عام 1982 عندما انتخبت في مجلس مدينة وستمنستر، وعملت هناك حتى عام 1986. في عام 1983، كانت نشطة في حركة الأقاليم السوداء، جنبًا إلى جنب مع بيرني غرانت، وبول بواتينج، وكيث فاز، في حملات من أجل تمثيل سياسي أكبر للأقليات العرقية. في عام 1987، انتخبت عضوًا في مجلس العموم عن دائرة هاكني الشمالية وستوك نيوينغتون الانتخابية، وأصبحت أول امرأة سوداء تصبح نائبة.
عمل أبوت في عدد من اللجان البرلمانية المعنية بالقضايا الاجتماعية والدولية وشغل عدة مناصب وزارية في حكومة الظل.

## مناصب
تولت منصب عضو برلمان المملكة المتحدة الـ57 (منذ 8 يونيو 2017)، وعضو مجلس الشورى البريطاني (منذ 15 فبراير 2017)، ووزير ظل الدولة للتنمية الدولية ‏ (منذ 13 سبتمبر 2015)، وعضو برلمان المملكة المتحدة الـ56 (8 مايو 2015–3 مايو 2017)، وعضو برلمان المملكة المتحدة الـ55 (6 مايو 2010–30 مارس 2015)، وعضو برلمان المملكة المتحدة الـ54 (5 مايو 2005–12 أبريل 2010)، وعضو برلمان المملكة المتحدة الـ53 (7 يونيو 2001–11 أبريل 2005)، وعضو برلمان المملكة المتحدة الـ52 (1 مايو 1997–14 مايو 2001)، وعضو برلمان المملكة المتحدة ال51 (9 أبريل 1992–8 أبريل 1997)، وعضو البرلمان الخمسون للمملكة المتحدة (11 يونيو 1987–16 مارس 1992)، ووزير ظل الدولة لشؤون الصحة ‏، ووزير ظل الدولة للداخلية ‏.

## التعليم
تعلمت في كلية نيونهام.

## آرائها السياسية
خلال الأزمة الإسرائيلية الفلسطينية عام 2021، تحدث أبوت في تجمع لفلسطين الحرة في لندن أدان فيه الاحتلال الإسرائيلي لفلسطين.

## وصلات خارجية
- دياني أبوت على موقع IMDb (الإنجليزية)
- دياني أبوت على موقع الموسوعة البريطانية (الإنجليزية)